# Marathon van Wenen 1991
De marathon van Wenen 1991 vond plaats op zondag 14 april 1991 in Wenen. Het was de achtste editie van deze wedstrijd.
Bij de mannen was het Karel David uit Tsjechoslowakije, die in 2:12.25 zegevierde. Hij had een ruime voorsprong op de Pool Tadeusz Lawicki, die in 2:14.19 finishte. Bij de vrouwen won de Tsjechoslowaakse Ludmila Melicherova voor de tweede achtereenvolgende maal, deze keer in 2:37.14.
Het evenement was tevens het toneel van het Oostenrijks kampioenschap op de marathon. De nationale titels werden gewonnen door Rolf Theuer (onbekende finishplaats in 2:23.35) en Carina Leutner (derde in 2:40.47).
In totaal finishten 5123 hardlopers, waarvan 4774 mannen en 349 vrouwen.

## Uitslagen

### Mannen
| rang   | naam                  | land | tijd    |
| ------ | --------------------- | ---- | ------- |
| Goud   | Karel David           | TCH  | 2:12.25 |
| Zilver | Tadeusz Lawicki       | POL  | 2:14.19 |
| Brons  | Flemming Jensen       | DEN  | 2:14.48 |
| 4      | Miroslaw Dzienisik    | POL  | 2:15.31 |
| 5      | Steffen Dittmann      | GER  | 2:15.57 |
| 6      | Tomasz Kozlowski      | POL  | 2:17.17 |
| 7      | Willy Vanhuylenbroeck | BEL  | 2:17.46 |
| 8      | Geza Farkas           | USA  | 2:18.14 |
| 9      | Sam Ngatia            | KEN  | 2:19.25 |
| 10     | Gabriel Kamau         | KEN  | 2:19.25 |

### Vrouwen
| rang   | naam                | land | tijd    |
| ------ | ------------------- | ---- | ------- |
| Goud   | Ludmila Melicherova | TCH  | 2:37.14 |
| Zilver | Suzana Ciric        | YUG  | 2:37.33 |
| Brons  | Carina Leutner      | AUT  | 2:40.47 |
| 4      | Eroica Staudenmann  | SUI  | 2:41.26 |
| 5      | Karla Malisova      | TCH  | 2:42.01 |
| 6      | Verena Lechner      | AUT  | 2:43.06 |
| 7      | Ivana Mocikova      | TCH  | 2:44.22 |
| 8      | Denise Sigg         | SUI  | 2:50.44 |

1984 ·
1985 ·
1986 ·
1987 ·
1988 ·
1989 ·
1990 ·
1991 ·
1992 ·
1993 ·
1994 ·
1995 ·
1996 ·
1997 ·
1998 ·
1999 ·
2000 ·
2001 ·
2002 ·
2003 ·
2004 ·
2005 ·
2006 ·
2007 ·
2008 ·
2009 ·
2010 ·
2011 · 
2012 ·
2013 ·
2014 ·
2015 ·
2016 ·
2017 ·
2018 ·
2019 ·
2020 ·
2021 ·
2022 ·
2023 ·
2024